# Termina
Il Termina è un torrente appenninico, affluente del torrente Enza, che scorre interamente nella provincia di Parma, nella zona del medio Appennino. 

## Corso del torrente
Il Termina propriamente detto nasce dalla confluenza di due rami sorgentizi: il Termina di Castione e il Termina di Torre.
L'asta fluviale più lunga è senza dubbio quella del Termina di Castione che nasce dalle pendici nord orientali del monte Fuso, non lontano dalla sede le parco ad un'altitudine di 860 m.s.l.m circa. Scorrendo in direzione est fra boschi e coltivi il Termina incontra la località di Ariolla da qui prende a scorrere verso nord passando non lontano dalla pieve di Sasso.
Ricevuto in sinistra idraulica il primo affluente il Fogliastro, percorre una valle coltivata che si mantiene pressoché parallela a quella del torrente Enza. Questo tratto percorso in una stretta vallata, è caratterizzato dall'assenza di affluenti, il Termina di Castione bagna Paderna, Laurano di Sotto e quindi Provazzano. Passata l'ultima località il Termina riceve il contributo del rio Boceto e della Valle in sinistra e del rio Orio in destra, prima di bagnare la località di Castione dalla quale prende il nome.
In località la Fornace il ramo secondario: il Termina di Torre, proveniente dalle pendici del monte Chiodo, si immette da sinistra nel Termina di Castione dando origine al Termina propriamente detto. Il torrente passa quindi alla periferia est di Traversetolo assumendo quindi un corso meandreggiante che lo porta a confluire poco chilometri più a valle nel torrente Enza suo referente idraulico.

## Regime idrologico
Il Termina presenta il regime idrologico tipico dei torrenti appenninici, con accentuate magre estive e piene autunnali. La sua portata media di 0,71 m³/s mentre il bacino idrografico è di 77,2 km². L'apporto del ramo sorgentizio di Torre è di 0,27 m³/s mentre il sottobacino sotteso è di 29,4 km².